# 1242
1242 (MCCXLII) var ett normalår som började en onsdag i den julianska kalendern.

## Händelser
- 5 april – Slaget på sjön Peipus utkämpas mellan Tyska orden och Republiken Novgorod. Alexander Nevskijs novgorodska här segrar, vilket innebär slutet på ordensstatens expansion österut.

### Okänt datum
- Wiesbaden bränns ned till grunden.
- Go-Saga blir japansk kejsare.

## Födda
- Kristina av Stommeln, tysk mystiker.
- Prins Munetaka.

## Avlidna
- Tjagatai khan, mongolisk furste.
- Henrik VII av Tyskland, kung av Tyskland.